# Festival Maritim

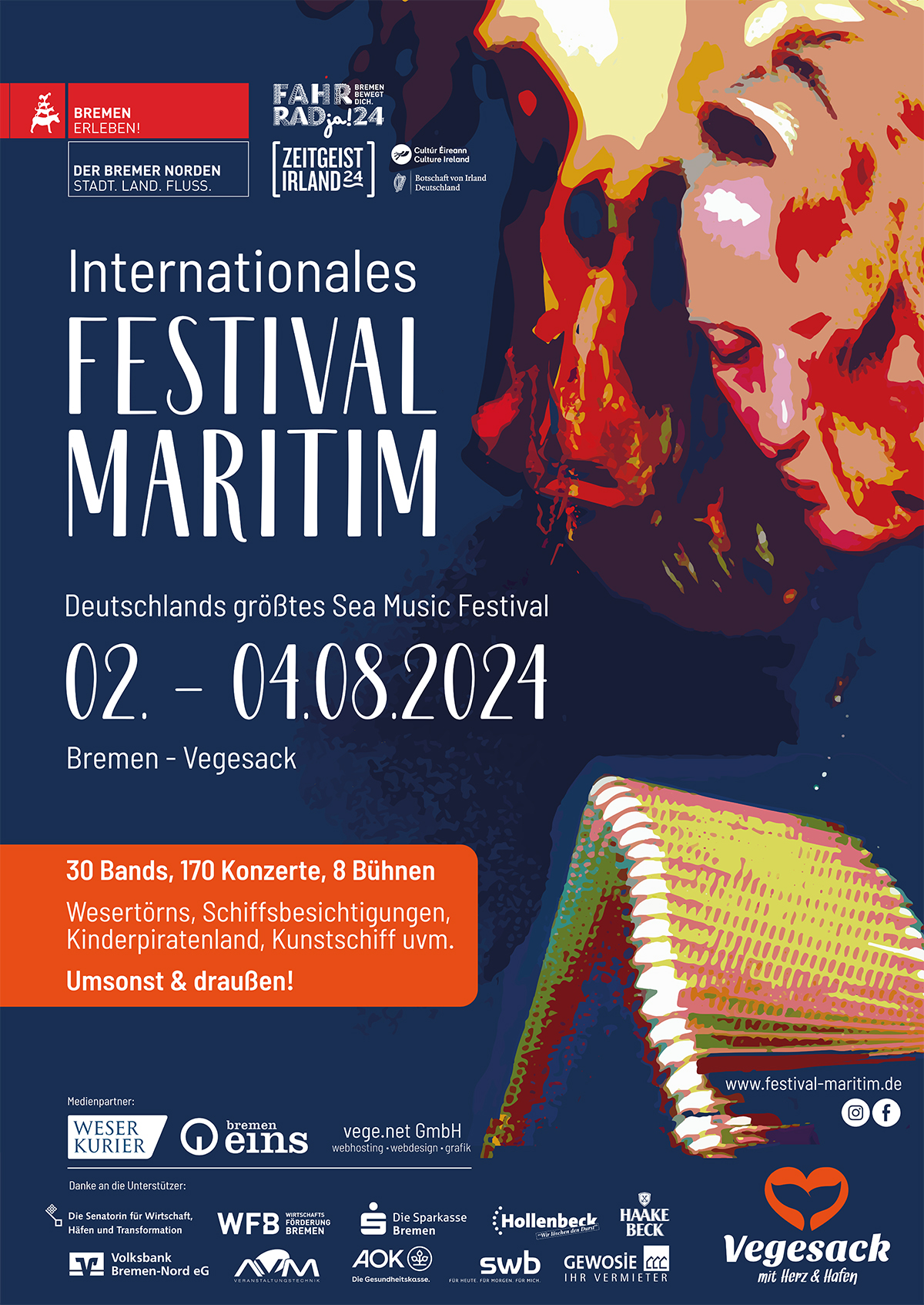
Poster Internationales Festival Maritim 2024

Das Festival Maritim ist ein internationales Musikfestival in Bremen-Vegesack rund um traditionelle und moderne maritime Musik aus aller Welt.
Die Veranstaltung, für die kein Eintritt erhoben wird, dauert drei Tage und findet am ersten Augustwochenende im Stadtgarten Vegesack entlang der Maritimen Meile, am Vegesacker Hafen und in der Altstadt statt.
Das Festival Maritim hat sich seit dem Anfang im Jahr 1999 zu einer der größten Veranstaltungen dieser Art in Europa entwickelt. Inzwischen kommen ca. 100.000 Besucher pro Jahr. Über 30 Musikgruppen aus verschiedenen Nationen bieten die ganze Bandbreite an internationaler Sea Music, von Shanties bis Hard Rock, von A cappella bis Punk, von Folk bis Pop.
2024 hat das Irische Kulturinstitut (Culture Ireland) die Patenschaft für das Internationale Festival Maritim übernommen.